# Deutsch-Französisches Gymnasium (Hamburg)
Das Deutsch-Französische Gymnasium (DFG) in Hamburg ist ein Deutsch-Französisches Gymnasium, das den Schülern in der 12. Klasse den Erwerb des Deutsch-Französischen Abiturs ermöglicht. Die Schule wurde 1987 als private Schule gegründet (Französische Schule Hamburg; französisch Lycée Français de Hambourg „Antoine de Saint-Exupéry“), später als Ersatzschule anerkannt, und 2020 in staatliche Trägerschaft überführt.

## Geschichte

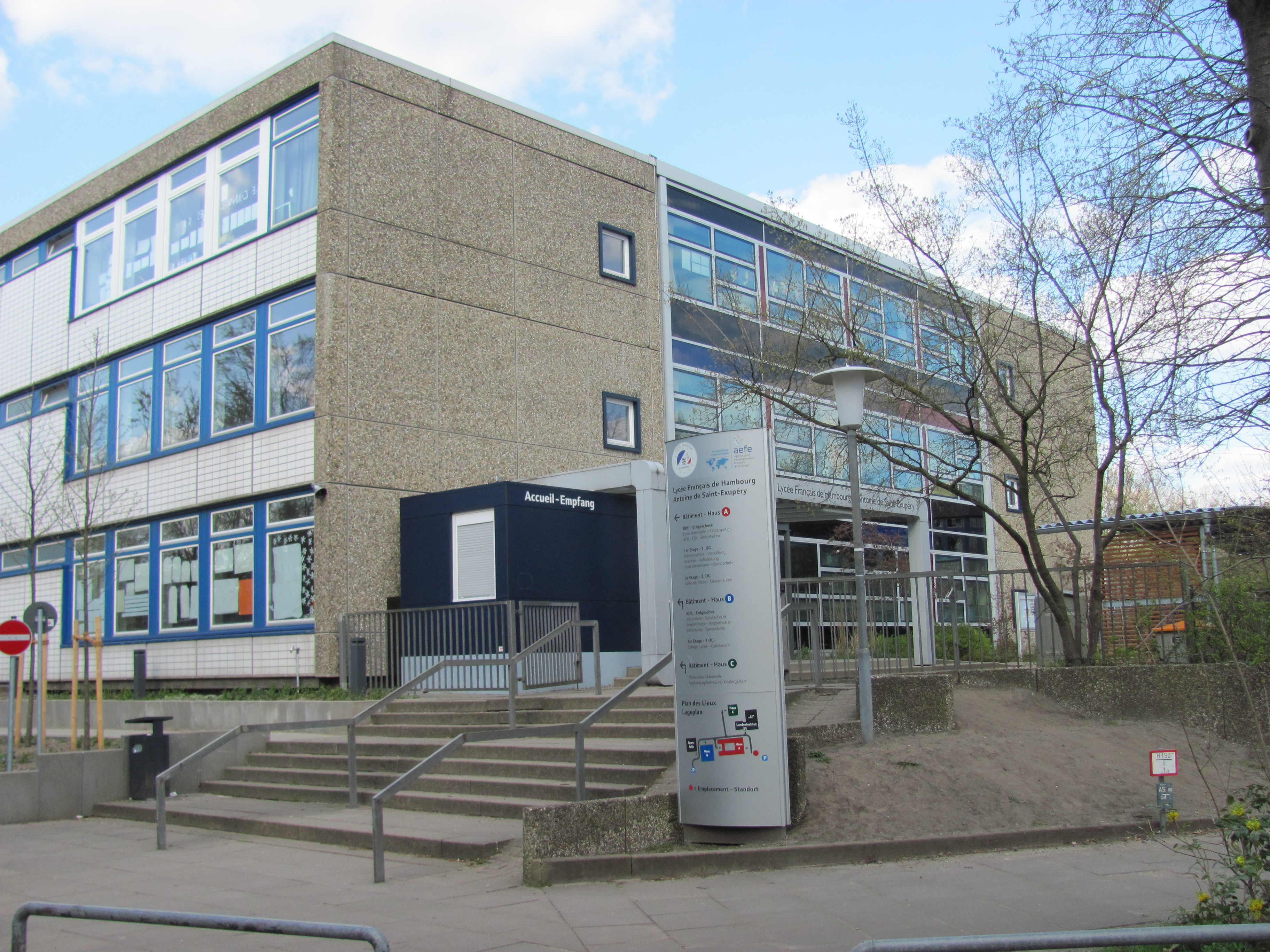
Eingang in das Doppel-H-Gebäude in Lokstedt

Das Lycée Français de Hambourg ging 1987 aus dem Zusammenschluss zweier Schulen hervor, der „Französischen Schule“ und der „Deutsch-Französischen Schule e. V.“ Die Gründung wurde von Hamburgs ehemaligem Ersten Bürgermeister Henning Voscherau sowie dem Journalisten Heiko Engelkes unterstützt. Per Vertrag mit der französischen Behörde für französische Schulen im Ausland erfolgt der Betrieb der Schule nach dem französischen Modell. Träger war der gemeinnützige „Verein der Eltern und Freunde des Lycée Français de Hambourg e. V.“ Die Schule umfasst einen dreijährigen Kindergarten, eine Grundschule sowie ein Gymnasium.
Am 4. August 2005 erteilte die Hamburger Schulbehörde dem Lycée Français die staatliche Genehmigung zur Errichtung einer Grundschule und eines Gymnasiums. Anlässlich des 20-jährigen Schuljubiläums wurde am 6. Oktober 2007 der Neubau des Schulgebäudes offiziell eingeweiht.
Mit Beginn des Schuljahres 2020/21 wurde der Sekundarbereich in die Trägerschaft der Hamburger Schulbehörde überführt. Die Schule heißt seitdem Deutsch-Französische Gymnasium (DFG). Das neue Gymnasium folgt dem bilingualen pädagogischen Konzept der DFGs in Freiburg, Saarbrücken und Buc (Frankreich).
2023 ist ein Umzug des Gymnasiums in einen Neubau auf dem „Campus Struenseestraße“ in Altona-Altstadt geplant. Die französische Grundschule soll unter privater Trägerschaft in Lokstedt bleiben.

## Profil
Das DFG ist ein binationales Gymnasium mit internationaler Ausrichtung. Französisch und Englisch werden ab Klasse 5 unterrichtet. Während die Klassen in den Jahrgängen 5 und 6 noch weitgehend getrennt im deutschen und französischen Zweig getrennt sind, werden die Schülerinnen und Schüler ab Klasse 7 in vielen Fächern in binationalen Gruppen zusammen unterrichtet.  Die Schülerinnen und Schüler lernen die Partnersprache deshalb im täglichen Umgang mit den Mitschülern.
In der Mittelstufe können weitere Sprachen wie Spanisch oder Latein gewählt werden. Außerdem werden die Wahlfächer Wirtschaft, Informatik oder Film angeboten. Spezielle Programme der Begabtenförderung runden das Programm ab. In der Oberstufe haben die Schülerinnen und Schüler die Wahl zwischen einem naturwissenschaftlichen, einem sprachlichen (Englisch) sowie einem sozialwissenschaftlichen Profil (Wirtschaft und Politik). Außerdem werden Kurse zur Vorbereitung auf das Cambridge-Certificate angeboten. Es müssen fünf Abiturprüfungen abgelegt werden, davon mindestens zwei in der Partnersprache.

## Bekannte Schüler und Absolventen
- Youssoufa Moukoko (* 2004), Fußballspieler, (Schüler 2011–2013)